# Zimbabwe aux Jeux du Commonwealth
Le Zimbabwe participe aux Jeux du Commonwealth de 1982 à 2002. (Pendant l'ère coloniale, il avait pris part aux Jeux de 1934 à 1962 sous le nom de Rhodésie du Sud.) En 1986, comme presque tous les pays africains, il boycotte les Jeux d'Édimbourg, protestant contre le refus du Royaume-Uni de sanctionner le régime de l'apartheid en Afrique du Sud. En 2002, le Zimbabwe est suspendu du Commonwealth des Nations pour non-respect des principes démocratiques de l'organisation, le président Robert Mugabe ayant conservé le pouvoir au moyen d'élections frauduleuses. En 2003 le pays quitte le Commonwealth. Depuis lors, il ne participe donc plus aux Jeux,.

## Médailles
Résultats par Jeux :
| Année | Médaille d'or | Médaille d'argent | Médaille de bronze | Total   |
| ----- | ------------- | ----------------- | ------------------ | ------- |
| 1982  | 1             | 0                 | 0                  | 1       |
| 1986  | boycott       | boycott           | boycott            | boycott |
| 1990  | 0             | 2                 | 1                  | 3       |
| 1994  | 0             | 3                 | 3                  | 6       |
| 1998  | 2             | 0                 | 3                  | 5       |
| 2002  | 1             | 1                 | 0                  | 2       |
| Total | 4             | 6                 | 7                  | 17      |

Médaillés d'or :
| Nom                                        | Jeux | Discipline | Épreuves                            | Résultat      |
| ------------------------------------------ | ---- | ---------- | ----------------------------------- | ------------- |
| Anna Bates Florence Kennedy Margaret Mills | 1982 | Boulingrin | Triples femmes                      | 26 points     |
| Roy Garden                                 | 1998 | Boulingrin | Simple hommes                       |               |
| Evan Stewart                               | 1998 | Plongeon   | 1 mètre hommes                      | 384,66 points |
| Kirsty Coventry                            | 2002 | Natation   | 200 mètres medley individuel femmes | 2:14.53       |